# قائمة أعلام جمهورية الدومينيكان
هذه قائمة بالأعلام المستخدمة في جمهورية الدومينيكان. لمزيد من المعلومات عن العلم الوطني، انظر مقالة علم جمهورية الدومينيكان.

## أعلام وطنية
| علم | تاريخ     | استخدام                 | وصف                                                         |
| --- | --------- | ----------------------- | ----------------------------------------------------------- |
|     | 1865–الآن | علم جمهورية الدومينيكان | علم متقاطع (صليبي) ثنائي اللون بوجود شعار الدولة في المنتصف |
|     |           | راية مدنية              |                                                             |

## أعلام تاريخية
| علم | تاريخ               | استخدام                           | وصف |
| --- | ------------------- | --------------------------------- | --- |
|     | 1492–1795 1809-1821 | علم القيادة العامة لسانتو دومينغو | علم الصليب العنابي يمثل الإمبراطورية الإسبانية. |
|     | 1795-1809           | علم سان دومينغ                    | علم ثلاثي الألوان للجمهورية الفرنسية الأولى. أتت فرنسا للسيطرة على الجزيرة كلها بموجب معاهدة بازل، لأن إسبانيا تنازلت عن سانتو دومينغو نتيجة لحروب الثورة الفرنسية. |
|     | 1821-1822           | علم جمهورية هايتي الإسبانية       | في 9 فبراير 1822 جان بيير بوير قام بضم المستعمرة الإسبانية سانتو دومينغو، قبل عدة أشهر من إعلان استقلالها من إسبانيا (30 نوفمبر 1821) باسم جمهورية هايتي الإسبانية. في محاولة لإعلان التحالف مع كولومبيا الكبرى، رُفِع العلم في الأسابيع الأولى من 1822، ولكن لمدة قصيرة لأنه بعد 9 أسابيع قام بوير بإنهاء الجمهورية. |
|     | 1822-1844           | علم توحيد هيسبانيولا              | |
|     | 1822-1844           | علم مدني لتوحيد هيسبانيولا        | |
|     | 1838–1844           | علم مبكر للثالوث                  | طُوِّر من علم هايتي وأُضيف إليه صليب أبيض في المنتصف. في نسخة مبكرة، وُضع 17 نجوم أبيض رأسيًا على عرض الراية، ونجمتان بيضاواتان قد وُضِعتا فوق الصليب وتحته، على الترتيب، و9 نجوم بيضاء وُضِعت رأسيًا على عرض الراية. |
|     | 1838–1844           | علم مبكر للثالوث، النسخة الثانية  | |
|     | 1838–1844           | علم مبكر للثالوث، النسخة الثالثة  | |
|     | 1844–1849           | علم الثالوث                       | طُوِّر من علم هايتي وأُضيف إليه صليب متماثل أبيض. |
|     | 1849–1861           | علم جمهورية الدومينيكان الأولى    | علم متقاطع (صليبي) ثنائي اللون به شعار النبالة في المنتصف |
|     | 1861-1865           | علم سانتو دومينغو.                | في 1861، الجنرال بيدرو سانتانا طلب من إيزابيل الثانية ملكة إسبانيا استعادة السيطرة على جمهورية الدومينيكان، بعد فترة من الاستقلال استمرت 17 عام فقط. إسبانيا، التي لم تهدأ بعد خسارة مستعمراتها الأمريكا قبل 30 سنة، قَبِلت عرضه وجعلت جمهورية الدومينيكان مستعمرة مرةً أخرى.                                          |

## أعلام عسكرية
| علم | تاريخ | استخدام                                 | وصف |
| --- | ----- | --------------------------------------- | --- |
|     |       | علم القوات المسلحة لجمهورية الدومينيكان |     |
|     |       | علم جيش الدومينيكان                     |     |
|     |       | علم قوات الدومينيكان الجوية             |     |
|     |       | الراية البحرية                          |     |
|     |       | علم بحرية الدومينيكان                   |     |
|     |       | علم شرطة الدومينيكان الوطنية            |     |
|     |       | علم الدفاع المدني لجمهورية الدومينيكان  |     |

## وصلات خارجية
- جمهورية الدومينيكان في أعلام العالم (بالإنجليزية)